# بوب ريان
بوب ريان (بالإنجليزية: Bob Ryan)‏ هو سياسي أمريكي، ولد في 1963 في شيبويغن في الولايات المتحدة.